# Reggie Rockstone
Reggie Rockstone (bürgerlich Reggie Ossei) ist ein ghanaischer Rapper. Er ist Begründer und wichtigster Musiker des Hiplife, einer ghanaischen Variante des Hip-Hop, die auf Highlife-Musik aufbaut.

## Werdegang
Rockstone wurde in Großbritannien geboren, wuchs in Ghana auf und zog nach New York City, um dort zu studieren. Dort lernte er den beginnenden Hip-Hop kennen und stieg in die Szene ein. Später zog er nach London, wo er seine Karriere als Musiker begann. Zusammen mit seinen Freunden Fred Funkstone und DJ Pogo bildete er die Gruppe PLZ (Parables Linguists and Slang). Sie hatten mit If It Ain't PLZ einen Charterfolg im Vereinigten Königreich.
Anlässlich des Panafests 1994 kam er nach Ghana. Das Panafest (von Pan-African-Fest) brachte Afrikaner in der Diaspora, Afroamerikaner und Afrokariben zu einem internationalen Kulturfestival zusammen. Beim Festival brachen die Turntables der Gruppe zusammen, die Highlife-Gruppe Marriots International übernahm die Begleitung und die Rapper begannen einen Freestyle-Rap in Twi. Der Auftritt war ein solcher Erfolg, dass Rockstone beschloss in Ghana zu bleiben.
Die Single Tsoo Boi war die erste kommerziell erfolgreiche Hip-Hop-Single in Ghana, die in einer einheimischen Sprache gerappt wurde. In ihren Lyrics kommt erstmals der Begriff Hiplife vor, weshalb Rockstone als Schöpfer des Genres gilt. 1997 erschien die erste kommerziell erfolgreiche Hiplife-LP Makaa Maka. Es gelang ihm in den USA einen Vertrieb zu finden, so dass schließlich auch The Source im Jahr 2001 einen Bericht über ihn brachte. 2002 veröffentlichte er Last Show und gewann mit der Auskopplung  ‘Ah’ (Fa me bone kye me) den Kora Award für das beste afrikanische Hip-Hop-Video.
Rockstone rappt in Twi, Pidgin-Englisch und Englisch. Seine Lyrics drehen sich oft um gesellschaftlich-politische Themen wie die Schwierigkeiten für einen Ghanaer Visa für Europa und Nordamerika zu bekommen, das Leben in den afrikanischen Slums, den lebensgefährlichen Straßenverkehr in seiner Heimat, die Probleme des Diaspora-Lebens oder AIDS und Teenage-Schwangerschaften.

## Diskografie
- 1996: Tsoo Boi
- 1997: Makaa Maka ('I said it because I said it!')
- 1998: Plan Ben? (Single)
- 1999: Me Na Me Kae ('I was the one who said it')
- 2000: Me Ka (I will say)
- 2002: Last Show